# Hylletofta församling
Hylletofta församling var en församling i Växjö stift och Sävsjö kommun. Församlingen uppgick 2006 i Vrigstad-Hylletofta församling.
Församlingskyrka var Hylletofta kyrka.

## Administrativ historik
Församlingen har medeltida ursprung.
Församlingen utgjorde på medeltiden ett eget pastorat, för att därefter till 1962 vara annexförsamling i pastoratet Bringetofta och Hylletofta som fram till 1940 även omfattade Norra Ljunga församling. Från 1962 var församlingen annexförsamling i pastoratet Vrigstad och Hylletofta som fram till 1981 även omfattade Svenarums och Nydala församlingar. Församlingen uppgick 2006 i Vrigstad-Hylletofta församling.
Församlingskod var 068404.